# Saison 6 de Mike and Molly
Chronologie
Saison 5
Cet article présente les treize épisodes de la sixième et dernière saison de la série télévisée américaine Mike and Molly.

## Synopsis
La série se déroule dans la ville de Chicago, et suit les aventures de Mike Biggs, fonctionnaire de police qui tente de perdre du poids, et Molly Flynn, institutrice aux formes généreuses qui tente de faire la paix avec son corps, qui se sont rencontrés lors d'une réunion des Outremangeurs Anonymes.

## Généralités
- Aux États-Unis, les six premiers de la saison sont diffusés du 6 janvier 2016 au 10 février 2016 sur le réseau CBS durant la pause hivernale de Survivor. La suite a été diffusée du 25 avril 2016 au 16 mai 2016.
- Au Canada, la saison a été diffusée en simultané sur Citytv[1].

## Distribution

### Acteurs principaux
- Billy Gardell : officier Michael « Mike » Biggs
- Melissa McCarthy : Molly Flynn
- Reno Wilson (en) : officier Carlton « Carl » McMillan
- Swoosie Kurtz : Joyce Flynn
- Katy Mixon : Victoria Flynn
- Nyambi Nyambi (en) : Samuel
- Rondi Reed (en) : Margaret « Peggy » Biggs
- Cleo King : Rosetta « Nana », la grand-mère de Carl
- Louis Mustillo (en) : Vincent « Vince » Moranto
- David Higgins : Harry

### Invités
- Eric Allan Kramer : Officer Seely[2]

## Liste des épisodes

### Épisode 1: titre français inconnu (Cops on the Rocks)
- États-Unis /  Canada : 6 janvier 2016 sur CBS[3] / Citytv

- États-Unis : 6,73 millions de téléspectateurs[4] (première diffusion)

- Joel Murray (Dr Jeffries)
- Eric Allan Kramer (Officer Seely)
- Jack McGee (Officer Gronski)
- Jamie Denbo (Officer Stoltz)
- Jessica Chaffin (en) (Allison)
- Wallace Langham (Robert)
- Casey Washington (Ramirez)

### Épisode 2: titre français inconnu (One Small Step for Mike)
- États-Unis /  Canada : 13 janvier 2016 sur CBS / Citytv

- États-Unis : 7,14 millions de téléspectateurs[5] (première diffusion)

### Épisode 3: titre français inconnu (Peg O' My Heart Attack)
- États-Unis /  Canada : 20 janvier 2016 sur CBS / Citytv

- États-Unis : 7,04 millions de téléspectateurs[6] (première diffusion)

Lynette DuPree (Betty)

### Épisode 4: titre français inconnu (Super Cop)
- États-Unis /  Canada : 27 janvier 2016 sur CBS / Citytv

- États-Unis : 6,89 millions de téléspectateurs[7] (première diffusion)

- Eric Allan Kramer (Officer Seely)
- Casey Washington (Ramirez)
- Nick Gore (Shawn)
- Eva La Dare (Police Dispatcher)

### Épisode 5: titre français inconnu (Joyce's Will Be Done)
- États-Unis /  Canada : 3 février 2016 sur CBS / Citytv

- États-Unis : 6,84 millions de téléspectateurs[8] (première diffusion)
- Canada : 972 000 téléspectateurs[9] (première diffusion + différé 7 jours)

### Épisode 6: titre français inconnu (The Good Wife)
- États-Unis /  Canada : 10 février 2016 sur CBS / Citytv

- États-Unis : 6,63 millions de téléspectateurs[10] (première diffusion)

### Épisode 7: titre français inconnu (Weekend with Birdie)
- États-Unis /  Canada : 25 avril 2016 sur CBS[11] / Citytv

- États-Unis : 6,90 millions de téléspectateurs[12] (première diffusion)

- Eric Allan Kramer (Officer Seely)
- Casey Washington (Ramirez)
- Jennifer Neala Page (Patty)
- Don Dipetta (Motorcyclist)

### Épisode 8: titre français inconnu (The Wreck of the Vincent Moranto)
- États-Unis /  Canada : 2 mai 2016 sur CBS / Citytv

- États-Unis : 7,07 millions de téléspectateurs[13] (première diffusion)

### Épisode 9: titre français inconnu (Baby, Please Don't Go)
- États-Unis /  Canada : 2 mai 2016 sur CBS / Citytv

- États-Unis : 7,07 millions de téléspectateurs[13] (première diffusion)

Juliette Goglia (Frannie)

### Épisode 10: titre français inconnu (Baby Bump)
- États-Unis /  Canada : 9 mai 2016 sur CBS / Citytv

- États-Unis : 7,90 millions de téléspectateurs[14] (première diffusion)

- Juliette Goglia (Frannie)
- Jessy Hodges (Maura)
- Saidah Arrika Ekulona (Doctor)

### Épisode 11: titre français inconnu (The Adoption Option)
- États-Unis /  Canada : 9 mai 2016 sur CBS / Citytv

- États-Unis : 8,06 millions de téléspectateurs[14] (première diffusion)

- Amy Farrington (Karen)
- Karen Malina White (Paula)

### Épisode 12: titre français inconnu (Curse of the Bambino)
- États-Unis /  Canada : 16 mai 2016 sur CBS / Citytv

- États-Unis : 7,87 millions de téléspectateurs[15] (première diffusion)
- Canada : 909 000 téléspectateurs[16] (première diffusion + différé 7 jours)

Rose Abdoo (Madame Vianne)

### Épisode 13: titre français inconnu (I See Love)
- États-Unis /  Canada : 16 mai 2016 sur CBS / Citytv

- États-Unis : 8,45 millions de téléspectateurs[15] (première diffusion)
- Canada : 1,078 million de téléspectateurs[16] (première diffusion + différé 7 jours)

- Cleo King (Grandma)
- Vernee Watson (Susan)
- Susan Leslie (Nurse Diane)
- Nicole J. Burler (Nurse Carla)